# Flugabwehrkanonenpanzer Gepard
Flugabwehrkanonenpanzer Gepard ("protuavionski tenk 'Gepard') njemački je samohodni protuavionski top (SPAAG) sposoban za sve vremenske uvjete. Razvijen je 1960-ih, pušten u rad 1970-ih i nekoliko je puta nadograđivan najnovijom elektronikom. Bio je kamen temeljac protuzračne obrane njemačke vojske (Bundeswehr) i niza drugih zemalja NATO- a. U Njemačkoj je Gepard izbačen iz upotrebe krajem 2010. i zamijenjen Wiesel 2 Ozelot Leichtes Flugabwehrsystem (LeFlaSys) s četiri FIM-92 Stinger ili LFK NG projektila. Razmatrana je i varijanta s topovskim sustavom MANTIS i projektilima LFK NG, temeljena na GTK Boxeru.

## Povijest
Gepard je razvijan od 1963. nadalje. Godine 1969. započela je izgradnja četiri prototipa A koji su testirali 30 i 35 mm topove. 25. lipnja 1970. odlučeno je da se koristi 35 mm. Godine 1971. naručeno je dvanaest prototipova druge faze B; Iste je godine nizozemska vojska naručila CA predseriju od pet vozila na temelju paralelnog razvoja koji je koristio njemačko vozilo Leopard 1 serije 0 koje je njemačka vlada stavila na raspolaganje u ožujku 1970. kao C-prototip. Nijemci su napravili malu predseriju i B1 i B2R. Dana 5. veljače 1973. godine donesena je politička odluka o proizvodnji tipa; u rujnu 1973. potpisan je ugovor s tvrtkom Krauss-Maffei za 432 B2 kupole i 420 trupova ukupne vrijednosti 1200 000 000 DM. Svako bi vozilo tako bilo oko tri puta skuplje od normalnog Leoparda 1. Prvi je isporučen u prosincu 1976. Belgija je naručila 55 vozila, koja su bila identična njemačkoj verziji. Nizozemci su naručili 95 vozila, podijeljenih u tri serije (CA1, CA2 i CA3), koja su bila opremljena radarskim sustavima Philips.

## Tehnologija i sustavi
Vozilo se temelji na trupu tenka Leopard 1 s velikom potpuno rotirajućom kupolom koja nosi naoružanje — par autotopova 35 mm Oerlikon KDA.

### Šasija i pogon
Gepard se temelji na modificiranoj šasiji glavnog borbenog tenka Leopard 1, uključujući kompletnu pogonsku jedinicu s 37,4-litarskim 10-cilindričnim motorom (tip: MB 838 CaM 500) s ugrađena dva mehanička kompresora od strane MTU. V-motor s kutom cilindra od 90 stupnjeva ima 610 kW pri 2200 o/min (830 KS) i troši, ovisno o podlozi i načinu vožnje, oko 150 litara na 100 kilometara. Kako bi se osigurala stalna opskrba uljem, čak i na teškom terenu i pod ekstremnim nagibom, motor ima prisilno podmazivanje sa suhim karterom. Čak su i mjenjač (tip: 4 HP-250) iz ZF Friedrichshafena i ispušni sustav s dodatkom svježeg zraka za smanjenje infracrvenog potpisa preuzeti s Leoparda 1 MBT.

### Kupola
Kupolu na električni pogon pokreće 40 kW generator pogonjen 4-cilindričnim 3,8 litrenim motorom Mercedes-Benz OM 314 koji je smješten u prednjem dijelu trupa s lijeve strane vozača. Također napaja radare i sustav za pronalaženje ciljeva.

### Radar i laser
Gepard ima dvije radarske antene, radar za opću pretragu na stražnjoj strani kupole i radar za praćenje sprijeda između topova. Neki su također opremljeni laserskim daljinomjerom na vrhu radara za praćenje.

### Oružje
Topovi su 3,15 m dugi, s brzinom cijevi od 1,440 m/s (FAPDS—Frangible Armor Piercing Discarding Sabot meci), dajući učinkovit domet od 5,5 km.
Automatski top KDA ima dvostruki remen za dovod dva različita tipa streljiva; uobičajeno punjenje po topu je 320 AA metaka iz kupole i 20 AP metaka iz malog udaljenog skladišta.
Svaki top ima brzinu paljbe od 550 metaka/min, kombinirana brzina paljbe je 1100 metaka/min, što u neograničenom načinu rada daje neprekidno vrijeme paljbe od 35 sekundi prije nego što ponestane streljiva (sa 640 AA metaka za oba topa). Standardno se ispaljuju rafali na zračne mete, 24 projektila po topu za ukupno 48 u ograničenom načinu rada i 48 metaka po topu za ukupno 96 u normalnom načinu rada. 40 metaka za probijanje oklopa obično se ispaljuje pojedinačno izmjenično; namijenjeni su za samoobranu od lako oklopljenih kopnenih ciljeva.

### Streljivo
Gepard koristi 35 mm streljivo.
Postoje dvije varijante Geparda u službi; nizozemci imaju drugačiju radarsku instalaciju.
Njemacka
- Radar za traženje: S pojas, 15 km domet
- Radar za praćenje: Ku pojas, 15 km domet
- Laserski daljinomjer

Nizozemska
- Radar za pretragu: X pojas, 15 km domet
- Radar za praćenje: X/ Ka pojas, 13 km domet

## Operatori

### Trenutni operateri
- Brazil: 36 viška iz Bundeswehr.[3]
- Jordan: 60 je primljeno od umirovljenog nizozemskog viška za 21 milijun dolara.[4]
- Rumunjska: 43 isporučena (36 + 7 za rezervne), sve zalihe bivšeg Bundeswehra.[5]
- Ukrajina: 26. travnja 2022. njemačka vlada ovlastila je Krauss-Maffei Wegmann da prebaci 50 protuzračnih vozila Flakpanzer Gepard u Ukrajinu.[6][7] Prva tri Geparda stigla su u Ukrajinu 25. srpnja 2022.[8]